# Манеголд II фон Дилинген
Манеголд II (Манголд II) фон Дилинген (на немски: Manegold II (Mangold II) von Dillingen; * ок. 980; † сл. 1003) е граф на Дилинген на Дунав.

## Произход
Той е единственият син на граф Хуполд фон Дилинген († сл. 974) и съпругата му. Внук е на граф Манеголд I фон Дилинген († 955), който е брат на Улрих Аугсбургски (* 890; † 4 юли 973), епископ на Аугсбург (923 – 973). Правнук е на граф Хугбалд I фон Дилинген († 909) от благородническия род Хупалдинги.

## Деца
Съпругата на Манеголд II фон Дилинген не е известна. Той има три деца:
- Хуполд III фон Дилинген († 5 март 1074 или 1075), граф на Дилинген, женен за Аделхайд фон Герхаузен († сл. 1075), родители на граф Хартман I фон Дилинген († 1120/1121)
- Манголд III фон Дилинген († сл. 1028), граф на Дилинген във Верд
- дъщеря, омъжена за Адалберт († сл. 1070), родители на Манеголд († ок. 1095), пфалцграф на Швабия